# Jednostka regionalna Leukada
Jednostka regionalna Leukada (nwgr.: Περιφερειακή ενότητα Λευκάδας) – jednostka administracyjna Grecji w regionie Wyspy Jońskie. Utworzona 1 stycznia 2011 w wyniku przyjęcia nowego podziału administracyjnego kraju. W 2021 r. liczyła 22 673 mieszkańców.
W skład jednostki wchodzą 2 gminy:
- Leukada (1),
- Meganisi (2).